# تالار استقلال (اسرائیل)

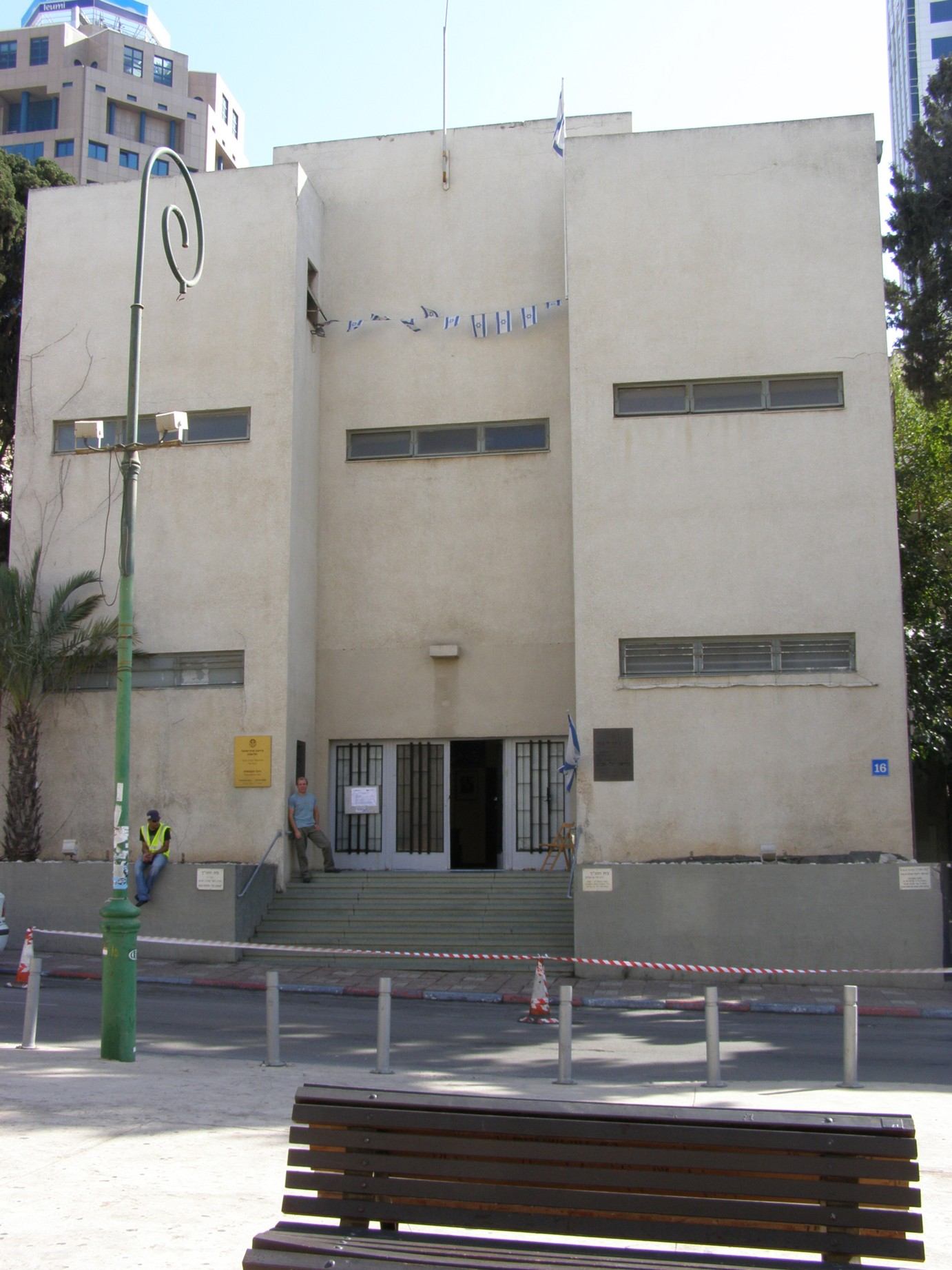
نمایی از ساختمان «تالار استقلال» که اکنون به موزه و بنایی ملی در کشور اسرائیل تبدیل شده‌است. این مکان در «پلاک ۱۶، بلوار روتشیلد» در شهر تل‌آویو واقع شده‌است.

تالار استقلال (به عبری: בית דיזנגוף)، ساختمانی است تاریخی در مرکز شهر تل‌آویو که منشور استقلال اسرائیل برای اولین‌بار در آن‌جا به امضا رسید و توسط داوید بن گوریون برای نخستین‌بار قرائت شد. ساختمانی که تالار استقلال در آن واقع شده‌است، خانه سابق مئیر دیزنگوف، فعال صهیونیست و اولین شهردار تل‌آویو بود.

## تاریخ‌چه
با همت مئیر دیزنگوف در سال ۱۹۳۲ میلادی، موزه هنرهای زیبا تل‌آویو، در خانه شخصی‌اش تأسیس شد. مئیر دیزنگوف، در وصیت‌نامه‌اش، خانه‌اش را به مردم تل‌آویو هدیه کرد. سال‌ها بعد، یعنی در تاریخ ۱۴ مه ۱۹۴۸ میلادی - ۵ ایار ۵۷۰۸ عبری - ۲۴ اردیبهشت ۱۳۲۷ خورشیدی و هم‌زمان با پایان قیمومیت بریتانیا بر فلسطین، منشور استقلال اسرائیل، توسط اعضای مجمع موقت ملی اسرائیل، در خانه مئیر دیزینگوف به امضا رسید و برای نخستین‌بار توسط داوید بن گوریون قرائت شد.

## آدرس
تالار استقلال به آدرس «تل‌آویو، پلاک ۱۶، بلوار روتشیلد»، قرار دارد.

## نگارخانه

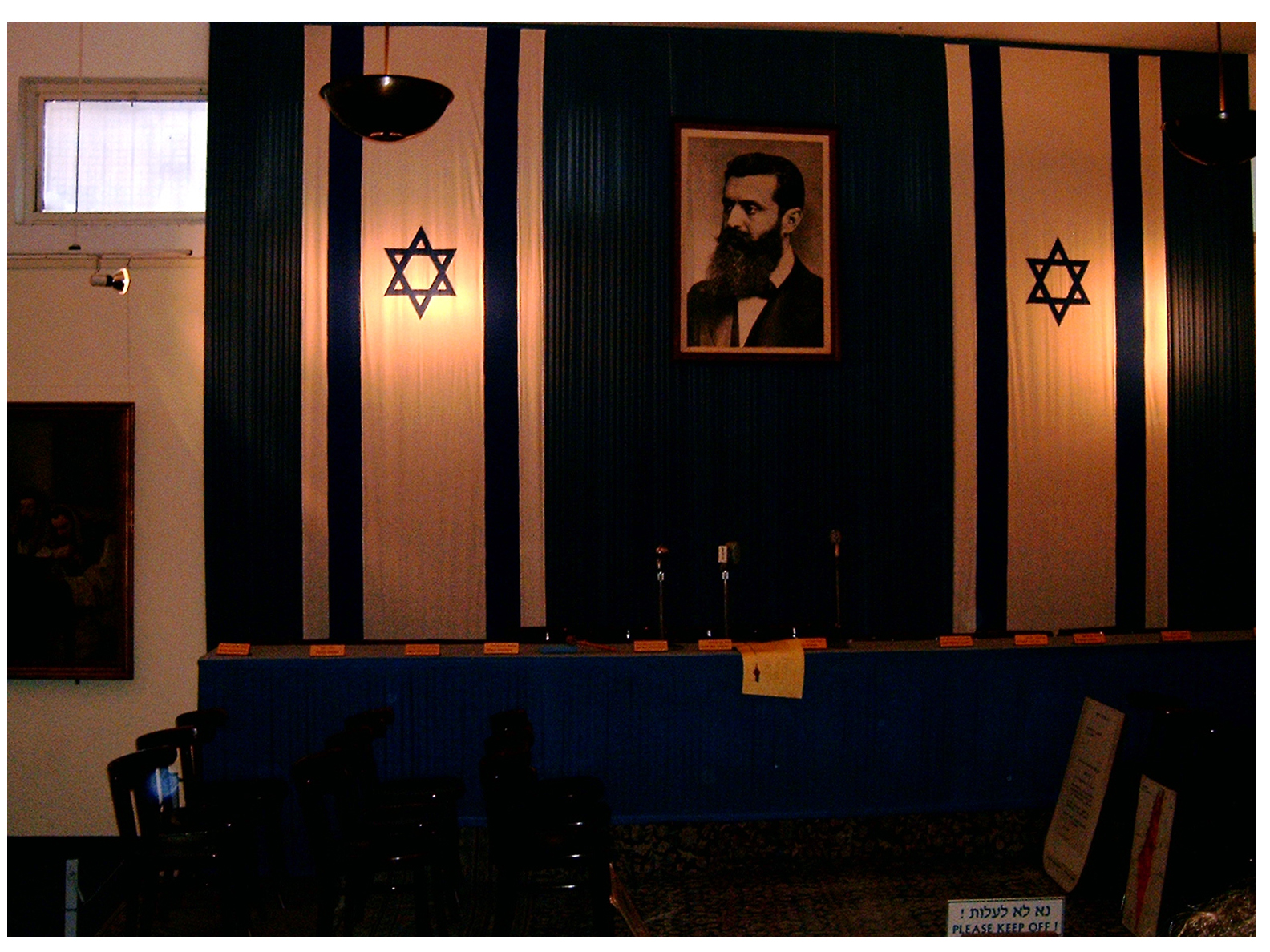
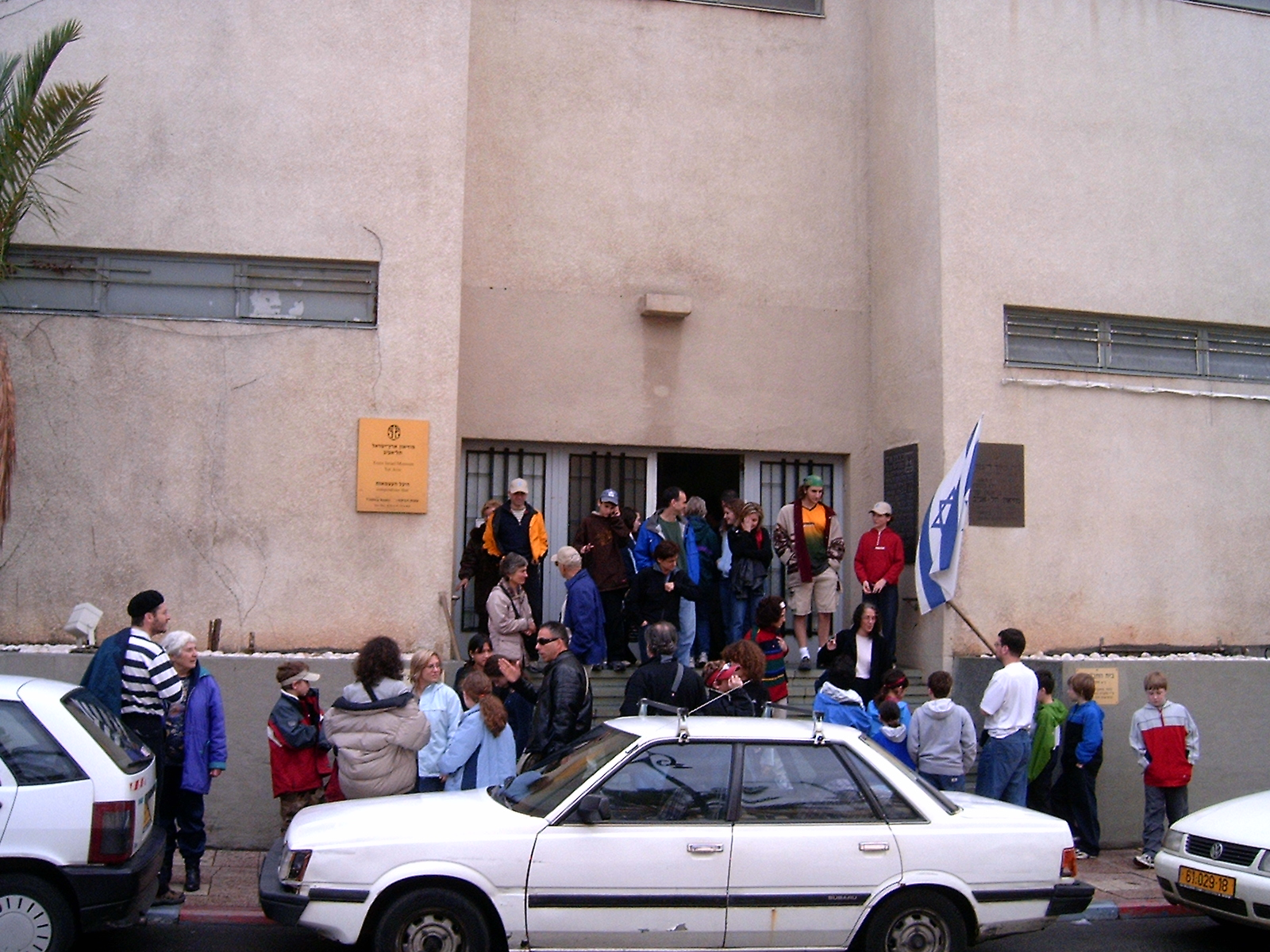